# Dargo River
Dargo River är ett vattendrag i Australien. Det ligger i delstaten Victoria, omkring 200 kilometer öster om delstatshuvudstaden Melbourne.
I omgivningarna runt Dargo River växer i huvudsak städsegrön lövskog. Trakten runt Dargo River är nära nog obefolkad, med mindre än två invånare per kvadratkilometer. Genomsnittlig årsnederbörd är 957 millimeter. Den regnigaste månaden är juni, med i genomsnitt 154 mm nederbörd, och den torraste är januari, med 38 mm nederbörd.